# Jabłoń-Spały
Jabłoń-Spały – wieś w Polsce położona w województwie podlaskim, w powiecie wysokomazowieckim, w gminie Nowe Piekuty.
Zaścianek szlachecki Spały należący do okolicy zaściankowej Jabłonia położony był w drugiej połowie XVII wieku w powiecie brańskim ziemi bielskiej województwa podlaskiego. W latach 1975–1998 miejscowość administracyjnie należała do województwa łomżyńskiego.
Wierni kościoła rzymskokatolickiego należą do parafii św. Apostołów Piotra i Pawła w Jabłoni Kościelnej.

## Historia wsi
Wieś założona w XV lub XVI w. W 1528 r. wymieniona jako Seło Wspały. Nazwa pochodzi od czasownika spalić lub od przydomka Wspała. W 1580 r. wzmiankowana jako Wspały. Dziedzicem był Stanisław syn Pawła Wspały. Gospodarował na 5 włókach ziemi.
Zamieszkiwana głównie przez różne rody Jabłońskich. Jedna ze wsi okolicy szlacheckiej Jabłoń, wzmiankowanej w XV w. Wsie rozróżnione drugim składnikiem nazwy.
W XVI wieku nazwę miejscowości zapisywano jako Wspały. Od 1676 roku pojawia się nazwa współczesna: Spały. W roku 1676 umieszczona w spisie miejscowości Ziemi bielskiej.
Na mapie Podlasia z 1795 r. wyszczególniona jako Spały Jabłoń.
W roku 1827 wieś liczyła 13 domów i 68 mieszkańców. Pod koniec XIX w. należała do powiatu mazowieckiego, gmina Piekuty, parafia Jabłoń. Domów 9, grunty rolne o powierzchni 188 morg, uprawiane przez drobnoszlacheckich gospodarzy.
We wsi zachował się cmentarz wojenny z okresu I wojny światowej, w którym pochowano żołnierzy wojsk rosyjskich i niemieckich.
W roku 1921 naliczono 9 domów, 2 inne budynki mieszkalne oraz 67 mieszkańców.
W 2008 r. miejscowość liczyła 13 domów i 85 mieszkańców.